# Rimae Boscovich
Rimae Boscovich je soustava měsíčních brázd nacházejících se v kráteru Boscovich s rozrušenými okrajovými valy na přivrácené straně Měsíce. Podle něj je síť brázd o délce cca 40 km pojmenována. Střední selenografické souřadnice jsou 9,9° S, 11,3° V.